# Филмографија Лорен Бакол
Лорен Бекол (1924–2014) била је америчка глумица која је имала богату каријеру у филмовима, телевизијским серијама и позоришним представама. Била је једна од водећих глумица током златног доба Холивуда, заједно са глумицама попут Мерилин Монро и Рите Хејворт. Бекол је започела своју каријеру као тинејџерки модни модел, када се појавила на насловној страни часописа Harper's Bazaar и била откривена захваљујући Ненси, супрузи Хауарда Хокса. Како је природно имала висок и назалан глас, узимала је часове како би га продубила, па је као део тренинга сатима морала да изговара стихове Шекспира на глас.
Први филм у којем се појавила био је Имати и немати из 1944. године, у којем је играла са Хемфријем Богартом. Већ следеће године удала се за Богарта и са њим се појавила у филмовима Дубоки сан (1946), Тамни пролаз (1947) и Острво Ларго (1948). Такође је глумила у комедијама као што су Како се удати за милионера (1953) са Мерилин Монро, Цртачица модела (1957) са Грегоријем Пеком и Секс и самостална девојка (1964) са Натали Вуд. Бекол се такође појавила у филмовима Убиство у Оријент експресу (1974) и Последњи хитац (1976).
У познијим годинама, глумила је у филмовима као што су Све што желим за Божић (1991), Висока мода (1994), Огледало има два лица (1996), Моји драги Американци (1996), Дијаманти (1999), Догвил (2003), Eve (2008), Wide Blue Yonder (2010) и The Forger (2012). За улогу Хане Морган у филму Огледало има два лица, Бекол је освојила Златни глобус за најбољу споредну глумицу и била номинована за БАФТА и Оскара. Њен телевизијски рад укључивао је наступе у серијама Mr. Broadway (1964), Chicago Hope (1998) и The Rockford Files (1979), као и позајмљивање гласа Евелин у анимираној серији Породични човек (2014).
Бекол је такође наступала на Бродвеју у представама Cactus Flower 1965. и The Visit 1995. године, као и у мјузиклима као што су Applause 1970. и Woman of the Year 1981. године. За улоге у мјузиклима Applause и Woman of the Year, освојила је Тони награду за најбољу главну глумицу у мјузиклу.

## Филмографија
| Год.  | Наслов                                         | Улога                          | Напомена                                                   | Реф.   |
| ----- | ---------------------------------------------- | ------------------------------ | ---------------------------------------------------------- | ------ |
| 1944. | Имати и немати                                 | Мари „Слим“ Браунинг           |                                                            | [ 2 ]  |
| 1945. | Confidential Agent                             | Роуз Кален                     |                                                            | [ 11 ] |
| 1946. | Two Guys from Milwaukee                        | себе                           | камео                                                      | [ 12 ] |
| 1946. | Дубоки сан                                     | Вивијан Стернвуд Ратлиџ        |                                                            | [ 2 ]  |
| 1947. | Тамни пролаз                                   | Ајрин Џенсен                   |                                                            | [ 2 ]  |
| 1948. | Острво Ларго                                   | Нора Темпл                     |                                                            | [ 2 ]  |
| 1950. | Младић с трубом                                | Ејми Норт                      |                                                            | [ 2 ]  |
| 1950. | Златан лист дувана                             | Сонја Ковак                    |                                                            | [ 11 ] |
| 1953. | Како се удати за милионера                     | Шаци Пејџ                      |                                                            | [ 2 ]  |
| 1954. | Woman's World                                  | Elizabeth Burns                |                                                            | [ 13 ] |
| 1955. | The Cobweb                                     | Мег Фаверсен Рајнхарт          |                                                            | [ 14 ] |
| 1955. | Улица крви                                     | Кати Грејнџер                  |                                                            | [ 1 ]  |
| 1956. | Записано на ветру                              | Луси Мур Хадли                 |                                                            | [ 11 ] |
| 1957. | Цртачица модела                                | Марила Вроун Хејген            |                                                            | [ 2 ]  |
| 1958. | The Gift of Love                               | Џули Бек                       |                                                            | [ 11 ] |
| 1959. | Граница у пламену                              | Catherine Wyatt                | други назив Северозападна граница                          | [ 11 ] |
| 1964. | Shock Treatment                                | др Едвина Бигли                |                                                            | [ 11 ] |
| 1964. | Секс и самостална девојка                      | Силвија Бродерик               |                                                            | [ 15 ] |
| 1966. | Харпер                                         | Илејн Сампсон                  | други називи Приватни детектив, Покретна мета              | [ 11 ] |
| 1974. | Убиство у Оријент експресу                     | госпођа Харијет Белинда Хабард |                                                            | [ 11 ] |
| 1976. | Последњи хитац                                 | Бонд Роџерс                    |                                                            | [ 2 ]  |
| 1980. | HealtH                                         | Естер Брил                     |                                                            | [ 1 ]  |
| 1981. | Обожавалац                                     | Сали Рос                       |                                                            | [ 2 ]  |
| 1988. | Састанак са смрћу                              | леди Вестхолм                  |                                                            | [ 16 ] |
| 1988. | Mr. North                                      | госпођа Кранстон               |                                                            | [ 11 ] |
| 1988. | John Huston: The Man, the Movies, the Maverick | себе                           | документарни филм                                          | [ 17 ] |
| 1989. | Tree of Hands                                  | Марша Арчдејл                  |                                                            | [ 18 ] |
| 1990. | Мизери                                         | Марша Арчдејл                  |                                                            | [ 2 ]  |
| 1991. | Звезда за двоје                                | Едвиж                          |                                                            | [ 15 ] |
| 1991. | Све што желим за Божић                         | Лилијан Брукс                  |                                                            | [ 19 ] |
| 1994. | Висока мода                                    | Слим Крајслер                  |                                                            | [ 11 ] |
| 1996. | Огледало има два лица                          | Хана Морган                    | други назив Два лица љубави                                | [ 2 ]  |
| 1996. | Драги моји Американци                          | Маргарет Крамер                | други назив Моји драги Американци                          | [ 11 ] |
| 1997. | Day and Night                                  | Сонја                          |                                                            | [ 20 ] |
| 1999. | Get Bruce                                      | себе                           | документарни филм                                          | [ 21 ] |
| 1999. | Madeline: Lost in Paris                        | Мадам Лакрос (глас)            | анимирани филм                                             | [ 22 ] |
| 1999. | Дијаманти                                      | Син-Ди                         |                                                            | [ 11 ] |
| 1999. | Окретај завртња                                | Мадо Ремеи                     | други назив Присуство ума                                  | [ 11 ] |
| 1999. | The Venice Project                             | грофица Камила Волта           |                                                            | [ 23 ] |
| 1999. | A Conversation with Gregory Peck               | себе                           | документарни филм                                          | [ 24 ] |
| 2003. | Догвил                                         | Ма Џинџер                      |                                                            | [ 2 ]  |
| 2003. | Gone Dark                                      | Меј Маркам                     |                                                            | [ 25 ] |
| 2004. | Покретни дворац                                | Мадам Салиман (глас)           | анимирани филм                                             | [ 19 ] |
| 2004. | Рађање                                         | Еленор                         | други назив Реинкарнација                                  | [ 1 ]  |
| 2004. | Amália Traïda                                  | TV Announcer                   | кратки филм                                                | [ 26 ] |
| 2005. | Мандерлеј                                      | Мам                            |                                                            | [ 1 ]  |
| 2006. | These Foolish Things                           | Лидија                         |                                                            | [ 27 ] |
| 2007. | Опасна партија                                 | Натали Ван Митер               |                                                            | [ 28 ] |
| 2008. | Eve                                            | Бака                           | кратки филм                                                | [ 29 ] |
| 2008. | Скуби Ду и Краљ Гоблина                        | Велика Вештица (глас)          | анимирани филм                                             | [ 30 ] |
| 2010. | Wide Blue Yonder                               | Меј                            |                                                            | [ 31 ] |
| 2011. | Фалсификатор                                   | Ен-Мари Кол                    |                                                            | [ 11 ] |
| 2012. | Ернест и Селестин                              | (глас)                         | анимирани филм (последња филмска улога у анимираном филму) | [ 19 ] |

## Телевизија
| Год.  | Наслов                                               | Улога                         | Напомена                                                         | Реф.   |
| ----- | ---------------------------------------------------- | ----------------------------- | ---------------------------------------------------------------- | ------ |
| 1953. | What's My Line?                                      | себе – тајанствени гост       | 3 епизоде                                                        | [ 32 ] |
| 1954. | Light's Diamond Jubilee                              | себе – гостујућа звезда       | телевизијски специјал                                            | [ 33 ] |
| 1955. | Producers' Showcase                                  | Габи Мејпл                    | епизода: The Petrified Forest                                    | [ 34 ] |
| 1956. | Ford Star Jubilee                                    | Елвира Кондомин               | епизода: Blithe Spirit                                           | [ 1 ]  |
| 1963. | The DuPont Show of the Week                          | Лорен Босвел                  | епизода: A Dozen Deadly Roses                                    | [ 35 ] |
| 1963. | Dr. Kildare                                          | Вирџинија Херсон              | епизода: The Oracle                                              | [ 15 ] |
| 1964. | Mr. Broadway                                         | Барбара Лејк                  | епизода: Take a Walk Through a Cemetery, Something to Sing About | [ 36 ] |
| 1965. | Bob Hope Presents the Chrysler Theatre               | Аманда / Барбара              | епизода: Double Jeopardy                                         | [ 37 ] |
| 1973. | Applause                                             | Марго Шенинг                  | телевизијски специјал (снимак позоришне представе)               | [ 38 ] |
| 1975. | Happy Endings                                        | Катарина                      | телевизијски специјал (сегмент: A Commercial Break)              | [ 39 ] |
| 1978. | Perfect Gentlemen                                    | Лизи Мартин                   | телевизијски филм                                                | [ 40 ] |
| 1979. | The Rockford Files                                   | Кендел Ворен                  | епизода: Lions, Tigers, Monkeys and Dogs: Part 1 & 2             | [ 41 ] |
| 1989. | Dinner at Eight                                      | Карлотта Ванс                 | телевизијски филм                                                | [ 1 ]  |
| 1990. | A Little Piece of Sunshine                           | Беатрикс Колтрејн             | телевизијски филм                                                | [ 42 ] |
| 1991. | HBO Storybook Musicals                               | Фризелда (глас)               | епизода: The Ice Queen's Mittens                                 | [ 43 ] |
| 1993. | The Portrait                                         | Фени Чрч                      | телевизијски филм                                                | [ 44 ] |
| 1993. | General Motors Playwrights Theater                   | себе – домаћин                | 10 епизода                                                       | [ 45 ] |
| 1993. | A Foreign Field                                      | Лиса                          | телевизијски филм                                                | [ 46 ] |
| 1993. | Great Performances                                   | наратор (глас)                | епизода: Leonard Bernstein: The Gift of Music                    | [ 47 ] |
| 1995. | From the Mixed-Up Files of Mrs. Basil E. Frankweiler | Госпођа Бејзил Е. Франквејлер | телевизијски филм                                                | [ 48 ] |
| 1998. | Chicago Hope                                         | Самара Виско Клејн            | епизода: Risky Business, Absent Without Leave                    | [ 49 ] |
| 1999. | Too Rich: The Secret Life of Doris Duke              | Дорис Дјук                    | телевизијска минисерија                                          | [ 11 ] |
| 2006. | Породица Сопрано                                     | себе – гостујућа звезда       | епизода: Luxury Lounge                                           | [ 2 ]  |
| 2008. | Empire State Building Murders                        | Пени Бакстер                  | телевизијски филм                                                | [ 50 ] |
| 2014. | Породични човек                                      | Евелин (глас)                 | епизода: Mom's the Word (последња телевизијска улога)            | [ 51 ] |

## Позориште
| Год.  | Наслов                             | Улога               | Позориште                              | Реф.   |
| ----- | ---------------------------------- | ------------------- | -------------------------------------- | ------ |
| 1942. | Johnny 2x4                         | Енсамбл             | Бродвеј (кредитовано као Betty Bacall) | [ 12 ] |
| 1942. | Franklin Street                    | Непознат тинејџер   |                                        | [ 2 ]  |
| 1959. | Goodbye Charlie                    | Чарли               | Бродвеј                                | [ 52 ] |
| 1965. | Cactus Flower                      | Стефани             | Бродвеј                                | [ 52 ] |
| 1970. | Applause                           | Марго Ченинг        | Бродвеј и Вест Енд                     | [ 53 ] |
| 1977. | Wonderful Town                     | Рут Шервуд          | Летњи сток                             | [ 54 ] |
| 1979. | V.I.P. Night on Broadway           | себе                | Бродвеј (доброчински концерт)          | [ 55 ] |
| 1981. | Woman of the Year                  | Тес Хардинг         | Бродвеј                                | [ 15 ] |
| 1985. | Sweet Bird of Youth                | Принцеза Космополис | Вест Енд                               | [ 56 ] |
| 1989. | The Players Club Centennial Salute | себе                | Бродвеј (доброчински концерт)          | [ 57 ] |
| 1995. | The Visit                          | Клер Закаснасиан    | Фестивал Чичестер                      | [ 58 ] |
| 1996. | Angela Lansbury: A Celebration     | себе                | Бродвеј (доброчински концерт)          | [ 59 ] |
| 1999. | Waiting in the Wings               | Лота Бејнбриџ       | Бродвеј                                | [ 27 ] |

## Радио
| Год.       | Радио             | Напомена                      | Реф.   |
| ---------- | ----------------- | ----------------------------- | ------ |
| 1946.      | Lux Radio Theatre | епизода: To Have and Have Not | [ 60 ] |
| 1951–1952. | Bold Venture      | 78 епизода                    | [ 61 ] |